# Bedřich Smetana

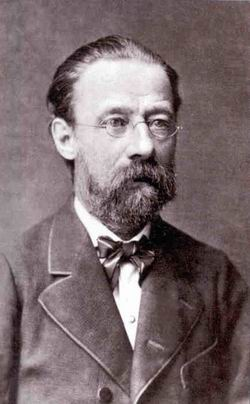
Porträtfoto von Bedřich Smetana (ca. 1878)

Bedřich Smetana anhörenⓘ [ˈbɛdr̝ɪx ˈsmɛtana] (* 2. März 1824 als Friedrich Smetana in Litomyšl, Böhmen; † 12. Mai 1884 in Prag) war ein tschechischer Komponist der Romantik. Sein bekanntestes Werk ist die symphonische Dichtung Die Moldau (Vltava) aus dem Orchesterzyklus Mein Vaterland (Má vlast).

## Leben

### Kindheit (1824–1843)

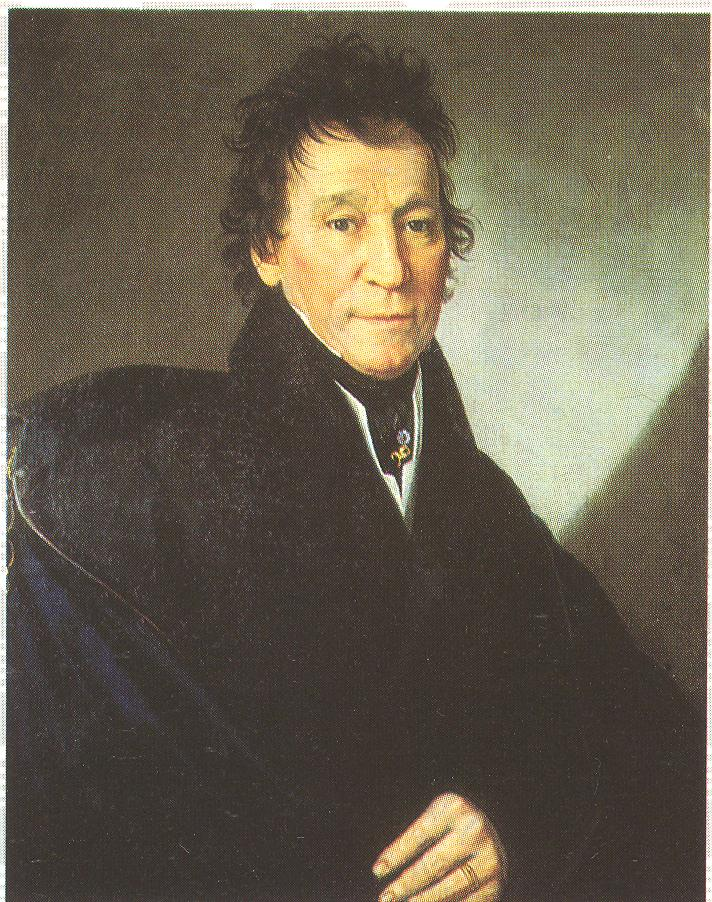
Porträt von František Smetana, Smetanas Vater (1832)

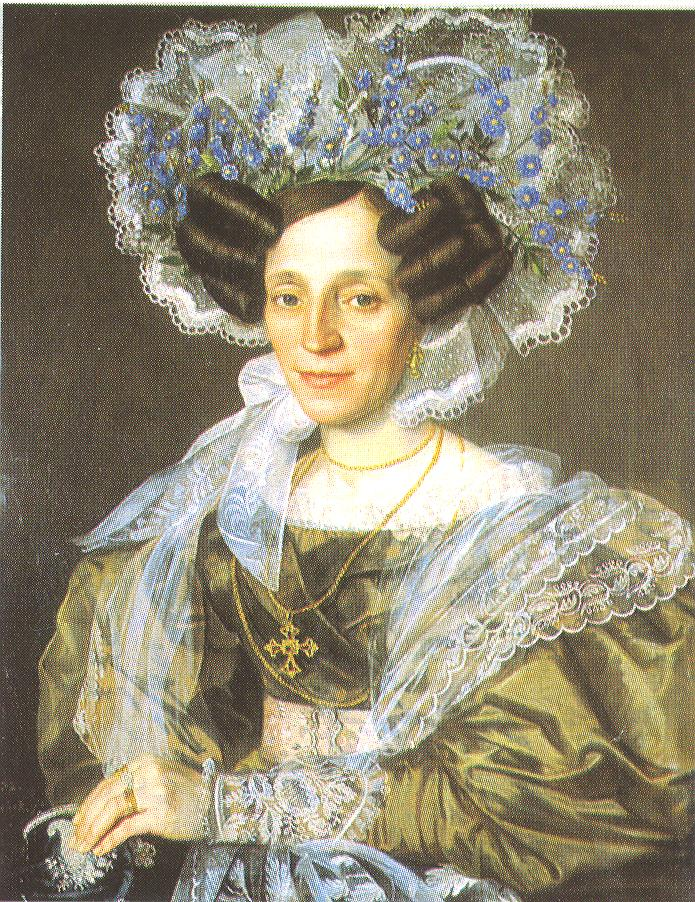
Porträt von Smetanas Mutter, Barbora Smetanová

Smetanas Familie kam Ende 1823 nach Litomyšl. Der Vater war Bierbrauer in der Schlossbrauerei des Grafen Waldstein. Bedřich Smetana kam als das achte Kind von František Smetana (1777–1857) und dessen dritter Ehefrau Barbora Smetanová, geborene Lynková (1792–1864), in der ostböhmischen Kleinstadt Litomyšl zur Welt. Smetana wurde auf den Namen Friedrich bzw. Frydrych getauft. Erst als Erwachsener, im Zuge der nationalen Unabhängigkeitsbewegung Böhmens, änderte er seinen Vornamen bewusst in die tschechische Namensform Bedřich. Wie es sich für ihr bürgerliches Zuhause gehörte, war Musik ein wichtiger Bestandteil des häuslichen und gesellschaftlichen Lebens der Familie und so bekam Smetana mit vier Jahren Klavierunterricht von seiner Mutter und Geigenunterricht von Jan Chmelík (1777–1849), dem Organisator lokaler Musikveranstaltungen.
Smetana zeigte früh seine Begabung und trat im Alter von sechs Jahren erstmals öffentlich auf. Er spielte ein Klavierarrangement der Ouvertüre zu Aubers „La muette de Portici“. 1831 bekam der Vater ein neues Angebot und die Familie zog nach Jindřichův Hradec. Seine erste Komposition, ein Galopp für Klavier in D-Dur, schrieb er im Jahre 1832. Smetana war kein besonders erfolgreicher Schüler, er interessierte sich mehr für die Musik. Daher wurde er vom Vater immer wieder auf andere Schulen geschickt: Von 1834 bis 1836 besuchte er die Schule in Jindřichův Hradec, Růžkovy Lhotice und Jihlava, 1836-39 in Havlíčkův Brod, 1839 in Prag. Gegen den Willen des Vaters brach er den Unterricht ab, da er sich mehr für die kulturellen Angebote der Stadt interessierte.
Auf Drängen seines Vaters kehrte Smetana 1840 in die Schule zurück. Er besuchte unter der Aufsicht seines Cousins Josef František Smetana das Prämonstratensergymnasium in Pilsen, der dort unterrichtete. Er schloss sein Studium 1843 ab und erklärte am 23. Januar in seinem Tagebuch, dass er beschlossen habe, sich der Musik zu widmen: „Durch die Gnade Gottes und mit seiner Hilfe werde ich eines Tages ein Liszt in der Technik und ein Mozart in der Komposition sein.“ Zu Smetanas Kompositionen aus den Pilsener Jahren gehören: Louisina-Polka, Jiřinková-Polka, Polka in C-Dur „Aus dem Studentenleben“ sowie einige Impromptus und weitere Tanzstücke. Mit Zustimmung seines Vaters, wenn auch mit geringer finanzieller Unterstützung, kehrte Smetana im Oktober 1843 nach Prag zurück, um eine Karriere als Pianist zu verfolgen. Es dauert einige Wochen, bis es ihm jedoch möglich war, ein Klavier zu kaufen. Später erinnerte er sich und schrieb: „Jetzt fing ich an zu spielen, und haben den ganzen Tag nichts als gespielt: denn ich wollte ein Virtuos werden.“
Smetana begann Anfang 1844 mit dem Kompositionsunterricht bei Josef Proksch, welcher ihn nach dem Lehrbuch Die Lehre von der musikalischen Komposition von Adolf Bernhard Marx unterrichtete. Proksch war damals in Prag eine bekannte Persönlichkeit, dessen Unterricht bei Anfängern auf Gruppenspiel beruhte und dessen Theorieunterricht unter anderem auf der Analyse von Werken von Beethoven, Berlioz, Chopin und Liszt, also den neuesten Trends der Zeit, gründete. Dies hatte elementaren Einfluss auf Smetana. Einige von Smetanas Aufgaben aus dieser Zeit sind erhalten. Prokschs Ziel war keine einseitige Ausbildung von Virtuosen, sondern eine allseitige Entwicklung der Musiker. Er hatte „einen wohltuenden Einfluss auf [Smetanas] Gesamtanschauung über Musik und die Kunst überhaupt. […] Er interessierte sich für das gesamte zeitgenössische Musikleben, er kannte alle Musikzeitschriften und verfolgte mit Interesse die Entwicklung der theoretischen, ästhetischen und biographischen Musikliteratur. […] Er wollte seine Schüler zu allseitig gebildeten Musikern erziehen, ob es sich nun um Musikliebhaber oder um Berufsmusiker handelte.“ Bei Proksch lernte Smetana Kateřina Kolářová kennen, die später seine erste Frau wurde.
Smetana profitierte stark von Prokschs persönlichen Verbindungen. Auf Empfehlung von Proksch wurde Smetana Hauslehrer bei der Familie Thun und unterrichtete die Töchter der Familie täglich im Klavierspiel. Durch diesen Kontakt wurde er praktisch Teil der Thun’schen Familie und reiste mit ihnen auch in den Sommerurlaub, den diese auf ihrem Landsitz verbrachte. Eines der Thun-Kinder erinnerte sich später so: „Smetanas Geduld war vor keine kleine Aufgabe gestellt, waren wir doch fünf Kinder, denen er je eine Stunde Unterricht erteilen musste. (…) Ich hörte mir lieber an, wenn Smetana über Musik erzählte, als dass ich meine Aufgaben übte. Wir waren alle auf Bon Repos, und Smetana musste alle unsere Spiele, Spaziergänge usw. mit uns gemeinsam unternehmen (…) In Prag, wo wir den Winter verbrachten, sah ich ihn weniger; vormittags absolvierte er die für ihn bestimmt langweiligen Unterrichtsstunden, dann speiste er um vier Uhr mit uns zu Mittag – die Abende gehörten jedoch ihm.“
Proksch machte Smetana auch mit Franz Liszt und Héctor Berlioz bekannt, der im Januar 1846 in Prag drei Konzerte gab. Smetana wollte zu dieser Zeit Konzertpianist und aber vor allem Komponist werden. Franz Liszt, der komponierende und durch Europa tourende Virtuose, war ihm dabei ein Vorbild. Bei einem Empfang im Palais des Grafen Thun traf Smetana auf Robert und Clara Schumann, die für Konzerte in Prag weilten. Smetana präsentierte ihnen seine Klaviersonate in g-Moll (1846), stieß bei ihnen jedoch auf wenig Begeisterung. Im Sommer des Jahres 1847 beendete Smetana sein Studium bei Proksch und seine Lehrtätigkeit im Hause Thun. Er fühlte sich erstmals in seinem Leben als vollkommener Musiker, denn er betrachtete die Zeit seiner Studien bei Proksch „als Befreiung aus der früheren Verworrenheit und als ein Zerreissen der Fesseln, die ihn während der Zeit des ›ungestümen Talents‹ behinderten“. Er machte sich auf eine Konzertreise nach Westböhmen, bei der er Beethoven, Mendelssohn, Chopin und Liszt sowie seine eigene Klavierkompositionen spielte, scheiterte jedoch finanziell.

### Musikalische Prägung (1848–1856)
In der Zeit des Studiums bei Proksch entstanden viele Übungsaufgaben, aber auch einige Kompositionen, die später ins Werkverzeichnis übernommen wurden, wie die Bagatelles et Impromptus op.6 oder Pensée fugitive d-Moll.
Um seine Existenz zu sichern, entschloss sich Smetana 1848, eine Musikschule im Stile Proksch zu eröffnen. In einem Brief vom 23. März 1848 bat er Franz Liszt um finanzielle Unterstützung und bot ihm sein Opus 1, die Six morceaux caractéristiques, zur Widmung an. Liszt bedankte sich später für die Widmung, schickte jedoch kein Geld. Nichtsdestotrotz gelang es Smetana, am 8. August 1848 eine Musikschule zu eröffnen. Sie befand sich am Altstädter Ring 548. Smetana ergänzte sein Einkommen durch Privatunterricht bei Adelsfamilien und wurde auch Lehrer des inzwischen abgesetzten Kaisers Ferdinand V., den er täglich auf der Prager Burg besuchte.
Geprägt durch die politischen Umstände im Jahr 1848 entstanden u. a. der Marsch der Prager Studentenlegion und der Marsch der Nationalgarde, daneben eine Jubel-Ouvertüre in D-Dur und etliche Klavierkompositionen (Skizzen op. 4 und op. 5, Hochzeitsszenen, Albumblätter und Werke für den eigenen Unterricht). Als erstes bedeutendes Orchesterwerk vollendete er 1854 die Triumph-Symphonie (siehe weiter unten), die er 1855 selbst uraufführte. Trotz seines Erfolgs zog Smetana 1856 nach Göteborg in Schweden. Die Gründe für diesen Entscheid waren vielfältig.

#### Klavierlehrer
Etwa gleichzeitig mit dem Beginn seiner Studien bei Proksch wurde Smetana Hauslehrer bei der Familie des Grafen Thun. Bis zum Juni 1847 unterrichtete er für 300 Gulden pro Jahr als Klavierlehrer die fünf Kinder, wohnte mit der Familie im Thun’schen Palais in der Jungmannstraße (heute Jungmannová) und verbrachte die Sommermonate mit ihnen auf dem Jagdschloss. Er verbrachte die unterrichtsfreie Zeit spielend mit den Kindern und so ging die Beziehung zu seinem Arbeitgeber sowie zu den anderen Familienangehörigen „in mancher Hinsicht über das übliche Dienstverhältnis hinaus“. Seine eigene Musikschule, die er 1848 eröffnete, sah er als Notwendigkeit zur Existenzsicherung. Smetanas Lehrsystem folgte der Methodik Prokschs, so dass neben dem Klavierspiel auch Musiktheorie und Musikgeschichte unterrichtet wurde und dem Ensemblespiel auf mehreren Klavieren bedeutende Aufmerksamkeit zuteilwurde. Da es für diese neue und ungewöhnliche Unterrichtsmethode jedoch kaum Literatur gab, sahen sich sowohl Proksch als auch Smetana genötigt, ihre eigenen Stücke zu schaffen. Aus diesem Grund entstanden Arrangements bekannter Werke anderer Komponisten und Originalkompositionen für Klavier-Ensembles, von Proksch etwa die siebenbändige Sammlung Die Kunst des Ensembles im Pianoforte-Spiel und von Smetana ein Rondo in C-Dur für zwei Klaviere je vierhändig. Zum selben Zweck verfasste Smetana 1855 ein Arrangement von Richard Wagners Ouvertüre zu Tannhäuser für vier Klaviere 16-händig. Dieses Arrangement erfreute sich großer Beliebtheit und wurde von Smetana oft im Unterricht eingesetzt. Leider wurde es nie gedruckt und ist heute verschollen.
Die meisten Zöglinge waren junge Frauen, denn zu dieser Zeit wurde Klavier nicht am Prager Konservatorium unterrichtet, sondern an der Orgelschule, welche jedoch nur männlichen Studenten zugänglich war. Von seinem Erfolg berichtete Smetana an Franz Liszt in einem Brief vom 5. Dezember 1848 Folgendes: „Ich habe seit August eine Piano-Schule errichtet, deren Frequenz von gegenwärtig 12 Schülern meine Existenz mir insofern sichert, dass ich bei den nicht unbedeutenden Auslagen, die mit diesem Unternehmen verbunden sind, dennoch auskommen, und sorgenloser und mehr getrost meiner Kunst leben kann, als im Sommer, wo ich nie wusste, wovon ich die folgenden 8 Tage leben werde.“
Nach einem Konzert Ende Februar 1850 im Palais des Grafen Clam-Gallas, als ihn Kaiser Ferdinand I. gehört hatte, wurde er von diesem als Vorspieler verpflichtet. Von da an unterrichtete Smetana zusätzlich zu seinem Unterrichtspensum an jedem Abend von sieben bis acht Uhr auf der Prager Burg. Hauptsächlich spielte er dem Kaiser vor oder übte mit ihm einfache vierhändige Lehrstücke von Anton Diabelli.
Auch während seiner Zeit im schwedischen Göteborg unterrichtete Smetana (siehe weiter unten). Er unterrichtete bis zu zehn Stunden täglich. Davon, dass ihm das Unterrichten zuwider war, berichtete er in einem Brief vom Oktober 1860: „Mein Unterricht geben ist im vollen Gange. – Früh nach 8 Uhr beginnen die Privaten bis halb 1 Uhr, dann die Schule bis halb 3 Uhr (…), gönne mir Ruhe bis 1/2 5 Uhr, mit einer Cigarre (…) Um 1/2 5 Uhr fängt das Schulmeistern wieder an // bis nach 7 Uhr. Dann erst habe ich so viel frei, als einem übrig bleiben kann bis zum Schlafengehen.“ Smetana hatte ein Talent fürs Unterrichten und war bei seinen Schülerinnen und Schülern sehr beliebt, aber es hinderte ihn schlussendlich am Komponieren von eigenen Werken. Ähnliches gilt für seine Karriere als Pianist.

#### Konzertpianist
1847 begab er sich auf seine erste Konzertreise. Er spielte in Pilsen und Cheb und brachte unter anderem Beethovens Klaviersonate in As-Dur op. 26, zwei Lieder ohne Worte von Mendelssohn-Bartholdy, zwei Etüden von Chopin und Liszts Transkription von Schuberts Ständchen zur Aufführung. Beide Auftritte waren nur schlecht besucht und so brach er die Reise ab, denn „es mangelte ihm an Geld und das Publikumsinteresse war gering“. Smetana spielte lieber in Salons oder Kammermusik als auf der Konzertbühne. Er war zuhause und in Göteborg ein gefragter Begleiter und Kammermusik-Partner: „Insbesondere ist Hr. Smetana, ein Zögling des Herrn J. Proksch zu erwähnen, welcher den Pianopart ausgezeichnet spielte und sich als einen Pianisten von ausgebildeter Technik, Geschmack und gesundem Verständniss bewährte. Er spielte den schwierigen Part glänzend, vollkommen correct und zweckmässig durch, ohne ihn allenthalben zur Hauptsache zu machen, vielmehr wusste er nach Bedarf sich discret unterzuordnen.“ Zeitgenössische Berichte deuten darauf hin, dass sein eigener Spielstil dem von Chopin, wohl auch durch seine körperliche Erscheinung, viel näher stand als dem von Liszt. So erinnert sich seine Tochter Žofie später: „Es ist allerdings wahr, dass er in der Spielstärke mit den übrigen Künstlergrössen nicht konkurrieren konnte, dafür waren aber sein Vortrag und seine Technik vollkommen und einmalig. So, wie mein Vater Chopin spielte, hörte ich ihn von keinem anderen Künstler.“ Smetana muss über eine brillante Technik verfügt haben, diese jedoch stets dem musikalischen Interesse untergeordnet haben. Für sich selber komponierte er auch Stücke wie die Konzertetüde „Am Seegestade“ in gis-Moll (1861), die er oft bei Konzerten spielte.
Im Frühling 1861 machte sich Smetana zu einer Abschiedstour in Schweden auf. Beflügelt durch gute Rezensionen beschloss er, eine größere Konzerttour zu unternehmen, und plante für den Herbst 1861 eine Reihe von Konzerten in Deutschland und den Niederlanden. Er verließ seine Heimat am 26. Oktober 1861. Die Konzerte waren aber wenig erfolgreich. Demoralisiert berichtete er: „Das Resultat meines ersten Ausflugs wird also sein, dass ich die Einnahmen meiner Conzerte zur Deckung meiner Reisekosten u.s.w. nöthig haben werde, und mit so viel zurückkomme, als ich mitgenommen habe.“ Es gab eine Vielzahl von Gründen für den Misserfolg.

#### Komponist
Smetana war zeitlebens kein Vielschreiber. In seinem Frühschaffen überwiegen Klavierkompositionen, was daran liegt, dass er sich als Komponist noch nicht reif genug für größere Werke fühlte und dass sich ihm kaum Möglichkeiten für die Aufführung von Orchesterwerken boten. So komponierte er Werke für den persönlichen Gebrauch, die Publikation oder den Unterricht. Die kompositorische Begabung attestierte Liszt in einem Brief an seine Verleger, die Gebrüder Kistner, in dem er das Opus 1 zum Druck empfahl: „Der Componist, Herr Smetana, ist ein junger talentvoller Mann, deren Persönlichkeit mir sehr wenig bekannt ist, denn ich habe Ihn blos einmahl ganz flüchtig in Prag gesprochen [sic].“
Nach 1850 trat quasi ein kompositorischer Stillstand ein. Die Gründe dafür dürften beruflicher und familiärer Natur gewesen sein. Die Arbeitsbelastung in der Klavierschule dürfte Smetana stark ausgelastet und in seinem Schaffen gehindert haben. Ein Merkmal lässt sich in den Kompositionen der Jahre 1848 bis 1851 eindeutig feststellen. Viele sind mehr oder weniger kurze, zu Gruppen zusammengefasste, programmatische Stücke mit poetischen Titeln im Stile Robert Schumanns. Dieser Einfluss wurde nach 1856 weniger und der Einfluss durch Franz Liszt stärker spürbar. Die freundschaftliche Beziehung (siehe weiter unten) führte zu einem regen künstlerischen Gedankenaustausch und vielen gegenseitigen Besuchen. In Göteborg entstanden dann die symphonischen Dichtungen Richard III., Wallensteins Lager und Hakon Jarl sowie ausgiebige Skizzen zu Cid Compeador und die programmatische Klavierkomposition Macbeth und die Hexen, die möglicherweise ebenfalls die Vorlagen für eine Tondichtung war. Smetana wollte im Grunde immer Komponist sein. Jedoch machten biografische Umstände diesen Traum teilweise fast unmöglich. Er benötigte fürs Komponieren Zeit und Kraft und diese waren ihm durch das Unterrichten, durch das Konzertieren und durch gesellschaftliche Verpflichtungen nicht immer gegeben. Dadurch lassen sich die Zäsuren in seinen Schaffensphasen erklären, etwa im Jahr 1855, das durch private Schicksalsschläge gekennzeichnet war, oder das Jahr 1865, das von kulturpolitischen Querelen bestimmt war. Was sich auch zeigt, ist, dass sich Smetana gerade während seiner Zeit in Schweden, und trotz der geringen Zahl an Kompositionen, zum reifen Komponisten gewandelt hatte.

### Reifezeit in Göteborg (1856–1861)
Am 11. Oktober 1856 verließ Smetana Prag, wo er eine florierende Musikschule aufgebaut hatte, und reiste nach Göteborg. Göteborg war, was den weltweiten Handel mit Gütern anbelangte, prosperierend, was zu einer begüterten Oberschicht geführt hatte, war aber, was das Musikleben betraf, nur amateurhaft. Smetanas Gründe für diese Entscheidung waren zum Teil finanzieller Natur, aber auch künstlerischer. Die schwedische Küstenstadt versprach ihm, seine künstlerischen Vorstellungen ausleben und gestalten zu können. Er war einer Empfehlung des Pianisten Alexander Dreyschock (1818–1869) gefolgt. Vorerst wollte Smetana im Oktober 1856 nur ein paar Konzerte geben, um die Möglichkeiten zu sondieren. Aber viele Anfragen für Privatlektionen und ein beträchtliches Interesse an einer von ihm geleiteten Musikschule, verbunden mit der Aussicht, den Musikverein zu leiten, bewogen ihn dazu, zu bleiben.
Smetana eröffnete am 1. Dezember 1856, nachdem er einige erfolgreiche Konzerte gegeben hatte, eine Musikschule, die viele Schülerinnen und Schüler anzog, und er wurde Leiter der Måndagssångöjvningssällskapet (= Montagsgesangsübungsgesellschaft). In Göteborg führte Smetana ein aktives gesellschaftliches Leben und war häufig zu Gast in den Familien seiner Schülerinnen. Die wirtschaftlich stärkste Gruppe innerhalb des Bürgertums bildeten die Fabrikanten und Industriebesitzer, Kaufleute und Bankiers. Diese Gruppe hatte große Ähnlichkeiten mit dem Adel, verfügte über Geld und hatte daher auch Einfluss und war politisch und kulturell bestimmend. Der Geiger Josef Czapek, der auch Organist in der Göteborger Synagoge war, leitete die meisten Konzerte. Eine wichtige Rolle im öffentlichen Musikleben spielte der Verein Harmoniska sälläket, welcher 1809 in Göteborg gegründete worden war. Nach einigen Jahren der Inaktivität der Harmoniska sälläket fusionierten im Oktober 1857 diese Gesellschaft mit der Montagsgesangsübungsgesellschaft und Smetana wurde Leiter der Chorabteilung und Czapek Leiter der Orchesterabteilung.
Die erste Saison (1856/57) verbrachte Smetana alleine in Göteborg. Erst im Folgejahr wurde er von der Familie begleitet. Seine Frau Kateřina machte in Göteborg zwar Bekanntschaften, fühlte sich doch jedoch nie wirklich wohl. Als sich ihre Tuberkulose im Jahr 1858 verschlechtere, blieb die Familie den Sommer über in Göteborg und im nahegelegenen Seebad Särö. Im Frühjahr des Jahres 1859 wurde Kateřinas Krankheitszustand so schlecht, dass sie den Wunsch äußerte, in der Heimat sterben zu wollen. So trat die Familie die Rückreise früher an als geplant. Jedoch verstarb Kateřina noch vor der Ankunft in Prag am 19. April in Dresden.
Auf den Reisen nach und von Göteborg kam es immer wieder zu Begegnungen zwischen Smetana und Franz Liszt, aber auch anderen Komponisten und Musikern, etwa Niels Wilhelm Gade in Kopenhagen. Bei diesen Besuchen lernte Smetana die von Liszt neuentworfene Gattung der symphonischen Dichtung kennen. Beeindruckt von den Arbeiten Liszts, die eine Verbindung von literarischen Stoffen mit Musik, in der es zu einer Überlagerung der musikalischen Formen Ouvertüre und Symphonie kam, faszinierte ihn. Das zeigt sich darin, dass Smetana nun auch Inspiration in literarischen Quellen suchte. So begann er, sich mit einer Sammlung von Johann Gottfried von Herders Gedichten zu beschäftigen, und skizzierte eine zweisätzigen Fantasie mit dem Titel Cid und Ximene, die jedoch nicht vollendet wurde. Auch ist eine Skizze zu einem nicht weiter verfolgten Stück mit dem Titel Die Reise des Vikingers überliefert. Des Weiteren gibt es auch Skizzen zu einem Stück mit dem Titel Maria Stuart. Fertiggestellt hat Smetana dann aber die drei anfänglich als Fantasien betitelte Kompositionen Richard III. (1858), Wallenstein’s Lager (1859) und Hakon Jarl (1861). Kompositionen, welche aus der Literatur angeregt wurden, boten für Smetana, der sich musikalisch auf einer Suche befand, eine Lösung an, eine Lösung zum Problem von äußerer Struktur und innerer Textur. Wann genau Smetana mit der Arbeit an Richard III. begann, ist nicht dokumentiert. Das Werk wurde aber am 17. Juli in Särö, südlich von Göteborg, vollendet und ist nach der Triumph-Symphonie (1854) erst seine zweite große Orchesterkomposition. Im Sommer des Jahres 1858 erhielt Smetana den Auftrag, Musik zu einer Aufführung von Friedrich Schillers Wallenstein-Trilogie zu schreiben. Die geplante Schauspielmusik wurde nicht verwirklicht, jedoch aber ein anfänglich ebenfalls als Fantasie betiteltes Werk. Wallensteins Lager wurde am 4. Januar 1859 beendet. Durch die zeitraubenden Tätigkeiten als Lehrer und Leiter der musikalischen Gesellschaften fand Smetana nur wenig Zeit für das Komponieren von eigenen Werken. Die dritte symphonische Dichtung, Hakon Jarl, wurde am 24. März 1861 beendet. Mit der Musik zu diesem Drama von Adam Oehlenschläger endete Smetanas Zeit in Schweden.

### Fröjda Benecke
Bedřich Smetana lernte Fröjda Benecke (1837–1923) im Jahre 1856 bei einer Einladung kennen und sie wurde seine Schülerin. Ihre Familie war eng mit anderen Familien in Göteborg verknüpft und so eröffneten sich Smetana viele Gelegenheiten. Fröjda war die Tochter von Nathan Jacob (1805–1854). Sie war in erster Ehe mit dem Großhändler Joseph Benecke (1823–1862) verheiratet. 1866 heiratete sie den Großhändler und Schiffbesitzer Jacob Rubenson (1831–1898). Viel wird in der Fachliteratur über die Beziehung Smetanas zu Fröjda Benecke spekuliert. Smetana war 32 Jahre alt und Fröjda 19, als sie sich Ende des Jahres 1856 begegneten. Sie wurde seine Schülerin und inspirierte ihn zur Komposition einiger Klavierwerke (u. a. Ball-Vision, 1858). Die erhaltene Korrespondenz lässt zwar auf eine tiefe, innige Freundschaft schließen, mehr ist jedoch Spekulation: „Ihre gütigen Zeilen haben mich wahrhaft überrascht und erfreut. Sie sind die Zweite, welche seit meiner Abwesenheit von Gothenburg einen solchen erfreulichen Beweis der Erinnerung gegeben hat, – meine nämlich aus der Zahl meiner Schülerinnen, zu deren Zierde auch Sie zu rechnen ich das Glück hatte.“ Es darf von einer mehr freundschaftlichen Zuneigung ausgegangen werden, auch wenn intimere Worte nie gebraucht wurden. Für die jugendliche Fröjda war es anfängliche wohl eine Schwärmerei für einen begabten Pianisten und Klavierlehrer, die ihr gerade während der langen Krankheit ihres ersten Ehemannes Freude versprach. Als Smetana im September 1866 erster Kapellmeister der Tschechischen Oper wurde, resignierte Fröjda jedoch und gab die Hoffnung auf ein Wiedersehen auf: „Nehmen Sie hierzu meinen innigsten herzlichen Glückwunsch an, obwohl wir wohl jetzt für immer die Hoffnung verloren haben Sie bei uns wieder einmal zu sehen, und unser Vierhändiges sich aus der Welt zurückziehen und in’s Kloster gehen muss!“ In diesem Brief erwähnte sie auch ihre Verlobung mit Jacob Rubenson. Die Verlobung fand am 14. Oktober statt und das Paar heiratete am 12. Dezember 1866. Danach sind keine Briefe mehr erhalten. Der Kontakt brach abrupt ab.

### Hauptwerk (1861–1874)
Ebenso wie die Gründe für Smetana, nach Schweden zu gehen, vielfältig waren, waren sie es auch für seine Rückkehr nach Prag. Ende der Saison 1860/61 beschloss er, seinen Aufenthalt in Göteborg zu beenden. Dies lag auch daran, dass ihm die Stadt keine weitere künstlerische Herausforderung mehr bieten konnte. Smetana hatte sich in der Zeit musikalisch weiterentwickelt, sowohl als Pianist, als Dirigent und vor allem auch als Komponist, obwohl er in Schweden nur wenige Werke komponiert hatte.
Mit dem Ende der Alexander-Bach-Ära sowie der Verkündung des Oktoberdiploms durch den habsburgischen Kaiser im Herbst 1860 erwachte in Böhmen ein neuer Optimismus für mehr Unabhängigkeit. Und auch Smetana machte sich Hoffnungen für eine neue tschechische Musik, ähnlich der musikalischen Bewegungen in Ungarn und in Polen derzeit. Der neue Aufschwung führte 1861 zur Gründung des patriotischen Gesangvereins Hlahol, den Smetana in der Folge von 1863 bis 1865 leiteten sollte.
Die Ausschreibung eines von Graf Jan Harrach veranstalteten Wettbewerbs für eine komische und eine ernsthafte tschechische Oper im Februar 1861 war einer der Gründe für seine Rückkehr nach Prag. Ein weiterer war der Hinweis auf die bevorstehende Verfügbarkeit einer Dirigentenstelle im neueingerichteten provisorischen Theater, der ersten professionellen tschechischen Bühne. Als Wettbewerbsbeitrag reichte Smetana seine Oper Braniboři v Čechách (Die Brandenburger in Böhmen, 1862/63) ein. Ein Gewinner wurde zuerst nicht bekannt gegeben und nicht Smetana, sondern Jan Nepomuk Maýr wurde zum Dirigenten des Interimstheaters ernannt. Die Oper wurde erst 1866 uraufgeführt und Smetana dann doch zum Gewinner des Wettbewerbs ausgerufen. Braniboři v Čechách sollte die erste ernstzunehmende Oper in tschechischer Sprache sein.
1863 war Smetana bei der Gründung der Umělecká beseda (Künstlerkreis, eine wichtige Kunstorganisation) beteiligt und wurde Leiter von deren Musikabteilung. Von 1865 bis 1869 war Smetana auch Dirigent der tschechischen Philharmonischen Konzerte, von 1864 bis 1865 Musikkritiker an der Zeitung Národní listy. Smetana scheiterte 1865, Direktor des Prager Konservatoriums zu werden. Er eröffnete in der Folge, um seine Existenz besser zu sichern, wieder eine Musikschule. Von 1863 bis 1866 leitete er diese zusammen mit Ferdinand Heller, bis er als Nachfolger von Karl Komzáks Erster Kapellmeister des tschechischen Interimstheaters wurde, diese Position hielt er bis 1874 inne. Die erfolgreiche Uraufführung von Braniboři v Čechách führte dazu, dass die Verwaltung des Interimstheaters eine weitere Oper bei Smetana bestellte. Mit Prodaná nevěsta (Die verkaufte Braut) wollte er zeigen, dass Tschechen auch komische Opern schreiben konnten.
Bei den Feierlichkeiten zur Grundsteinlegung eines neuen tschechischen Nationaltheaters (Národní divadlo) im Mai 1868 war Smetana einer der Ehrengäste. Die Uraufführung der Oper Dalibor war einer der Höhepunkte der Feierlichkeiten. Die Oper führte aber bei den Kritikern zu Vorwürfen des „Wagnerismus“, weil sie durchkomponiert war (siehe dazu weiter unten). František Pivoda lobte zuerst Smetanas Opern und pries Die verkaufte Braut als ideales Vorbild für die Nationaloper. Doch im Februar 1870 argumentierte Pivoda als Reaktion auf Dalibor in einem Artikel, dass die tschechische Oper unabhängig von internationalen Vorbildern sein sollte. Er warnte davor, dass sie andernfalls für ausländischen Ideen übernommen werden könnte. Pivodas Artikel und Smetanas Repliken führten zu einer wichtigen kulturpolitischen Auseinandersetzung über „das Nationale“ in dieser Zeit.
Neben seinen vielen Tätigkeiten ums Theater schrieb Smetana bis 1874 noch die Oper Dvě vdovy (Die zwei Witwen, 1874), Fanfaren für eine Aufführung von Shakespeares Richard III. (Fanfáry k Richardovi III, 1867), Česká píseň (Das tschechische Lied, 1868) und die Musik zu drei Tableaux vivants (1869). Ebenfalls begann er mit der Arbeit an der Oper Libuše, die er zwar im Jahr 1872 vollendet hatte, aber bis zur Eröffnung des Nationaltheaters 1881 zurückhielt.

### Spätwerk (1874–1884)
Smetanas letzter Lebensabschnitt beginnt im Sommer des Jahres 1874. Er erkrankte, beschrieb aber erste beunruhigende Anzeichen Ende April desselben Jahres. Es folgten Halsbeschwerden, ein Ausschlag und eine scheinbare Ohrenentzündung. Smetana wurde von verschiedenen Ärzten untersucht und es wurden etliche Therapien versucht. Er muss sich im Frühjahr 1874 mit Syphilis infiziert haben. Mitte August wurde er arbeitsunfähig und musste seine Aufgaben auf seinen Stellvertreter Adolf Čech übertragen. Ende Oktober war er völlig ertaubt. Im September hatte er beim Theater sein Rücktrittsschreiben eingereicht und es wurde eine jährliche Rente in Höhe von 1200 Gulden vereinbart, mit der Gegenleistung, dass das Theater seine Opern unentgeltlich aufführen durfte.
Um Geld zu sparen, zog Smetana mit seiner Familie im Juni 1876 von Prag zu seiner ältesten Tochter Žofie nach Jabkenice bei Mladá Boleslav. Sie war in der Zwischenzeit mit dem Förster Josef Schwarz verheiratet. Sein Krankheitszustand verschlechterte sich in den folgenden Jahren zunehmend, so dass er immer weniger in Prag anzutreffen war. Im April des Jahres 1884 wurde er in eine Prager Nervenheilanstalt verlegt, denn sein Geist war verwirrt und er neigte zu Jähzorn. In dieser Anstalt verstarb Smetana am 12. Mai 1884. Er wurde auf dem Ehrenfriedhof auf dem Vyšehrad in Grab 5-40 beigesetzt.
Trotz des Gehörverlustes komponierte Smetana weiter. Zwar war die Arbeit mühsam und vor allem das Schreiben von Ensembleszenen machte ihm zunehmend Mühe, aber er vollendete in den ihm verbliebenen zehn Jahren noch drei weitere Opern und begann eine vierte: Hubička (Der Kuss, 1876), Tajemství (Das Geheimnis, 1878), Čertova stěna (Die Teufelswand, 1882) und Viola. Dazu schrieb er zwei Streichquartette (e-Moll Z mého života „Aus meinem Leben“ 1876 und d-Moll 1883), dabei stellt er im Schlusssatz von „Aus meinem Leben“ seinen Gehörverlust eindrücklich dar. Smetana litt an einem starken Tinnitus und dieses schrille Pfeifen wird in einem hohen Ton (E″″) in der ersten Violine dargestellt. Zu Ende seines Lebens beschäftigte er sich auch wieder mit Kompositionen für Klavier und so entstanden zwei Sammlungen an tschechischen Tänzen für Klavier (České tance I + II 1877 + 79), die ohne weiteres einem Vergleich mit Chopins Mazurkas standhalten.
Zu den bekanntesten Werken Smetanas zählt der sechsteilige Zyklus sinfonischer Dichtungen Má Vlast „Mein Vaterland“. Er ist als vierteiliger Zyklus (Vyšehrad, Vltava, Šárka und Z českých luhů a hájů, 1874–75) angelegt und wurde 1878/79 durch die Stücke Tábor und Blaník erweitert. Die ersten beiden Sätze hatte Smetana noch in Prag, aber bereits ertaubt vollendet. Die restlichen vier Sätze des Zyklus vollendete er in Jabkenice. Erstmals vollständig aufgeführt wurde Má vlast am 5. November 1882.

## Rezeption: Politik – Polemik – Proklamation zum Nationalkomponisten
Schon 1848, während des Prager Pfingstaufstandes, hatte sich Smetana politisch engagiert. Im Klima des politischen Wandels im Europa dieses Jahres erwachte auch eine Demokratiebewegung in Prag. Unter der Führung von Smetanas Freund Karel Havlíček drängten die Böhmen auf ein Ende der absolutistischen Herrschaft der Habsburger und auf mehr politische Autonomie. Als Mitglied der Bürgerarmee „Svornost“ schrieb Smetana zwei Märsche (Marsch der tschechischen Nationalgarde und Marsch der Studentenlegion), sowie „Das Lied der Freiheit“ nach Texten von Ján Kollár. Als Mitglied von Svornost half Smetana dabei, die Barrikaden auf der Karlsbrücke zu errichten. Dieser Aufstand wurde bereits nach wenigen Tagen von den habsburgischen Truppen niedergeschlagen und die Forderungen nach mehr Unabhängigkeit im Keim erstickt. Während dieser Zeit lernte Smetana den Schriftsteller Karel Sabina kennen, der später die Libretti für Smetanas erste beiden Opern verfasste. Es dauerte ein Jahrzehnt, bis die Forderungen nach Unabhängigkeit wieder Aufschwung erhielten, und erst mit der Niederlage der habsburgischen Armee bei Solferino im Jahr 1859 wurde das Kaiserreich so geschwächt, dass es in der Folge zu Verschiebungen im Machtgefälle und in der Innenpolitik des Reiches kam. So erhielten aufgeklärtere Visionen und das Bewusstsein von lokalen und nationalen Ideen Aufwind.
1861 sah Smetana Aussichten auf eine bessere Zukunft für den tschechischen Nationalismus und die tschechische Kultur. In derselben Zeit spürte Smetana auch, dass seine Zeit in Göteborg vorbei und die beruflichen Möglichkeiten in Schweden ausgeschöpft waren. Er war entschlossen seine musikalische Zukunft in Prag zu suchen: „Mein Zuhause hat sich so sehr in meinem Herzen verankert, dass ich nur dort wirkliche Zufriedenheit finde. Dies ist mein Ziel.“ Es ist dies auch die Zeit in der sich Smetana entschloss, hauptsächlich die tschechische Sprache zu verwenden. Der deutschsprachig Aufgewachsene war auch auf den Namen Friedrich getauft. Doch mit dem Erwachen des tschechischen Nationalgefühls beschloss er, die tschechische Sprache richtig zu lernen und seinen Vornamen bewusst in die tschechischen Namensform Bedřich zu ändern. Obwohl Smetanas erster Brief in tschechischer Sprache aus dem Jahre 1856 stammt, verwendete er die Sprache in seinen Tagebüchern erst ab 1861.
Im Jahr 1861 wurde bekannt gegeben, dass in Prag ein provisorisches Theater als Heimstätte für die tschechische Oper gebaut werden sollte. Smetana sah darin eine Gelegenheit, eine Oper zu schreiben und zu inszenieren, die den tschechischen Nationalcharakter widerspiegeln würde. Er hoffte, dass er für die Leitung des Theaters in Betracht gezogen würde, doch der Posten ging an Jan Nepomuk Maýr. Dies, weil die konservative Fraktion, die für das Projekt verantwortlich war, Smetana als gefährlichen Modernisten betrachtete, der avantgardistischen Komponisten wie Liszt und Wagner verfallen war.
1861 nahm Smetana am von Graf Jan von Harrach organisierten Opernwettbewerb für die besten komischen und historischen Opern mit Bezug zur tschechischen Kultur teil. Karel Sabina lieferte den Text zu einer Geschichte über die Invasion Böhmens durch Otto von Brandenburg im 13. Jahrhundert. Im April 1863 reichte Smetana die Partitur zu seiner ersten Oper, Die Brandenburger in Böhmen, ein. Es vergingen fast drei Jahre, bis Smetana zum Gewinner des Harrach-Opernwettbewerbs erklärt wurde. Doch es gelang ihm schon im Januar 1866, die Oper im Interimstheater aufzuführen; nicht ohne heftigen Widerstand des Dirigenten Jan Nepomuk Maýr. Dieser hatte sich geweigert, die Oper zu proben. So wurde die Oper schließlich unter der eigenen Leitung Smetanas aufgeführt.
Über die Zeit, wenn auch nicht ohne viel Opposition, konnte sich Smetana eine Position im Kulturleben der Stadt erarbeiten: Von 1865 bis 1869 war er Dirigent der tschechischen Philharmonischen Konzerte, von 1864 bis 1865 Musikkritiker an der Zeitung Národní listy, von 1863 bis 1870 Vorsitzender der Musikabteilung des Vereins Umělecká beseda und von 1866 bis 1874 erster Kapellmeister des Interimstheaters. 1864 scheiterte Smetanas Versuch, Direktor des Prager Konservatoriums zu werden. Seine Hoffnungen wurden durch seine Verbindung mit dem vermeintlich radikalen Liszt zunichtegemacht, und das Ernennungskomitee wählte den konservativen Patrioten Josef Krejčí.
Bereits zu Beginn seiner Tätigkeit als Dirigent am Interimstheaters hatte sich Smetana in František Pivoda, dem Direktor der Prager Gesangsschule, einen Feind gemacht. Pivoda ärgert sich, weil Smetana Sänger aus dem Ausland und nicht aus Pivodas Gesangsschule rekrutierte. In einer zunehmend erbitterten öffentlichen Korrespondenz sagte Pivoda, Smetana nutze seine Position, um seine eigene Karriere voranzutreiben, und zwar auf Kosten anderer Komponisten. Pivoda sah in der Oper Dalibor Anzeichen von „Wagnerismus“, und die Oper daher ungeeignet als Vorbild für die tschechische Oper. 'Wagnerismus' bedeutete die Übernahme von Richard Wagners Theorien des Musikdramas. Der Vorsitzende des Interimstheaters, František Rieger, hatte Smetana erstmals nach der Uraufführung der Oper Die Brandenburger in Böhmen Wagner-Tendenzen vorgeworfen. Diese Angelegenheit spaltete schließlich die Prager Musikgesellschaft. Der Musikkritiker Otakar Hostinský glaubte, dass Wagners Theorien die Grundlage der Nationaloper bilden sollten, und argumentierte, dass Dalibor der Beginn der ‘richtigen’ Richtung sei. Das entgegengesetzte Lager unterstützte die Prinzipien der italienischen Oper, in der die Stimme und nicht das Orchester das vorherrschende dramatische Mittel war. Auch innerhalb des Theaters spalteten sich die Meinungen. Rieger führte eine Kampagne, um Smetana aus dem Dirigentenamt auszuschließen. Im Dezember 1872 forderte dann eine von 86 Abonnenten des Theaters unterzeichnete Petition Smetanas Rücktritt. Die starke Unterstützung und ein Ultimatum prominenter Musiker, darunter auch Antonín Dvořák, sicherten Smetanas Position. Im Januar 1873 wurde er erneut zum Dirigenten ernannt, mit einem höheren Gehalt und größerer Verantwortung als künstlerischer Leiter.
In seiner Heimat erkannte die breite Öffentlichkeit Smetana Bedeutung als Komponisten nur langsam. Eigentlich erst in seinem letzten Jahrzehnt, dem trotz seiner Taubheit fruchtbarsten seiner kompositorischen Karriere, erlangte Smetana verspätet nationale Anerkennung. Die Festoper Libuše wurde 1881 mit tosendem Applaus für den Komponisten aufgenommen. Zu diesem Zeitpunkt waren die Auseinandersetzungen um seine Musik bereits abgeklungen und die Öffentlichkeit war bereit, Smetana als Begründer der tschechischen Musik anzuerkennen. Mit der umjubelten Gesamtaufführung des Zyklus Má vlast, am 5. November 1882, hatte sich Smetana endgültig auf den Sockel des Nationalkomponisten gehoben: „Alle standen auf, und nach jedem der sechs Teile wiederholte sich derselbe Sturm endlosen Applaus … Am Ende von Blaník [dem letzten Teil] war das Publikum außer sich.“ und „das Volk konnte sich nicht dazu durchringen, sich von dem Komponisten zu verabschieden.“
Laut dem Musikwissenschaftler John Tyrrell haben Smetanas enge Identifikation mit dem tschechischen Nationalismus und die tragischen Umstände seiner letzten Lebensjahre die Objektivität der Beurteilung seines Schaffens, insbesondere in seinem Heimatland, beeinträchtigt. Tyrrell argumentiert, dass der fast ikonische Status, der Smetana in seiner Heimat zuerkannt wurde, „ihn zu einer Figur gemacht hat, von der jegliche Kritik an seinem Leben oder Werk abgeraten wurde“, und zwar noch in der letzten Hälfte des 20. Jahrhunderts durch die tschechischen Behörden. Infolgedessen, so argumentiert Tyrrell, wurde eine Sicht auf die tschechische Musik propagiert, die die Beiträge von Zeitgenossen und Nachfolgern wie Dvořák, Leoš Janáček, Josef Suk und anderen, weniger bekannten Komponisten herunterspielt. Dies steht im Widerspruch zur Wahrnehmung in der Außenwelt, in der Dvořák viel häufiger gespielt wird und viel bekannter ist. Schonberg bemerkte, dass Smetana zwar derjenige war, der die tschechische Musik begründete, es aber Dvořák war, der sie populär machte.

## Familie
Bedřich Smetana war ein Familienmensch, der gerne Menschen um sich hatte, und er genoss Gesellschaft. Bedřich Smetana heiratete am 29. August 1849 Kateřina Kolářová (* 5. März 1827 in Klattau; † 19. April 1859 in Dresden), die er während seiner Studienzeit bei Josef Proksch kennengelernt hatte. Das Paar hatte vier Töchter: Bedřiška (1851–1855), Gabriela (1852–1854), Žofie (1853–1902) und Kateřina (1854–1856). Der Tod der Tochter Bedřiška, die im Alter von vier Jahren an Scharlach starb, bedrückte Smetana sehr, denn das Kind zeigte Anzeichen musikalischer Frühreife. Sie muss wohl das absolute Gehör gehabt haben, sang schön und zeigte Interesse am Klavier. Den Verlust Bedřiškas verarbeitete Smetana in seinem Trio in g-Moll, dessen erster Satz sein Leiden ausdrückt.
Kateřina und Bedřich vereinte die Liebe zur Musik. Sie war eine begabte Pianistin und half Smetana als Lehrerin in seiner Musikschule. Mitte der 1850er-Jahre erkrankte sie an Tuberkulose. Die Krankheit war im Sommer 1858 so stark ausgeprägt, dass sie nicht wie üblich den Sommer in der böhmischen Heimat verbrachten, sondern in Göteborg blieben, wo Smetana zwischen 1857 und 1861 als Musiklehrer und Konzertorganisator tätig war. Im Frühjahr des Jahres 1859 wurde ihr Zustand immer schlechter und sie äußerte den Wunsch, in der Heimat zu sterben. Deshalb trat die Familie die Rückreise früher an als geplant. Am 19. April verstarb Kateřina im Alter von 32 Jahren in Dresden.
Den Sommer verbrachte Smetana rastlos und reiste, vom Verlust getrieben, durch Böhmen. Dabei lernte er Bettina Ferdinandiová kennen, eine Schwägerin seines Bruders Karel. Die beiden verlobten sich wenige Wochen später. Im Juli des Folgejahres heirateten die beiden. Das Paar hatte zwei Töchter: Zdeňka (1861–1936) und Božena (1863–1941). Die Ehe gestaltete sich als schwierig, da Bettina wenig Verständnis für die Musik zeigte. Smetana widmete ihr im Jahr ihrer Verlobung die Bettina-Polka und schrieb in einem Brief: „[…] und in der gleichen Nacht hab ich im Liegen die Polka komponiert und am nächsten Tag niedergeschrieben. Sie ist so einfach in ihrem Satz und in der Form, damit sie sich nicht nur spielen, sondern auch tanzen läßt.“ Bettinas Reaktion war kühl und sie schrieb, dass ihr die Polka nicht gefällt. Über die Jahre verschlechterte sich die Beziehung zwischen den Eheleuten immer mehr. Sie zogen aber eine Scheidung aus gesellschaftlichen und finanziellen Gründen nicht in Betracht. Die Umstände belasteten Smetana und die Situation wurde nach dem Verlust seines Gehörs nicht einfacher. Trotz aller Schwierigkeiten war Bettina ihrer Stieftochter Žofie eine gute Mutter. Smetanas Familie ist heute weitverzweigt.
Ein Enkel von Smetana war der Tischtennisspieler und -funktionär Zdeněk Heydušek.

## Smetana und Franz Liszt
Am 23. Januar 1843 schrieb Smetana in sein Tagebuch: „Mit Gottes Hilfe und Gnade bin ich einst in der Mechanik ein Lißt, in dem Componieren ein Mozart.“ Smetana nahm Franz Liszt zu diesem Zeitpunkt noch ausschließlich als Pianisten wahr. Denn dieser war zu diesem Zeitpunkt noch hauptsächlich als Pianist unterwegs und spielte oft Bearbeitungen von Werken anderer Komponisten statt eigener Werke. Erst als sich Liszt Ende der 1840er-Jahre in Weimar niederließ, fand er die nötige Zeit für das Komponieren und wurde von da an auch immer mehr als Komponist wahrgenommen. Unter dieser veränderten Wahrnehmung ist auch der Brief zustande gekommen, mit dem sich Smetana am 23. März 1848 an sein Idol wandte und um die Veröffentlichung seines Opus 1 bat. Aus diesem Brief entwickelte sich über die Jahre eine Beziehung, die sich von anfänglicher Mentorenschaft zu einer Freundschaft entwickelte. Die beiden Musiker besuchten sich oft und diskutierten neue Werke. So hielt sich Smetana etwa im Sommer 1859 für einige Tage in Weimar auf und spielte Liszt die beiden symphonischen Dichtungen Richard III. und Wallensteins Lager vor. Daneben wurde sein Klaviertrio in g-Moll aufgeführt, welches bei Liszt großen Anklang fand. Zum Ende des Aufenthalts überreichte Liszt Smetana die Partitur zur Dante-Sinfonie als Geschenk. Auch wenn die Zusammentreffen meist nur von kurzer Dauer waren, waren sie für Smetana von nachhaltiger Wirkung. Mit Bezug auf die ersten drei symphonischen Dichtungen darf Smetana zu diesem Zeitpunkt noch als ‚Gefolgsmann‘ Liszts angesehen werden, jedoch nicht bedingungslos und uninspiriert. Nach Smetanas Rückkehr nach Prag kam es nur noch zu seltenen Kontakten zwischen den beiden Musikern, denn Liszt hatte Weimar verlassen und war nach Rom gezogen. Erst 1865 trafen die beiden Musiker wieder aufeinander. Welche Früchte dieses Treffen trug, geht aus Smetanas Tagebüchern nicht hervor. Wohl zum letzten Mal besuchte Liszt am 23. Oktober 1872 Smetana in Prag.
Die Freundschaft der beiden Komponisten stellte für Smetana ein Dilemma dar. Einerseits war ihm Liszt ein Vorbild und Ideal, dem er sich künstlerisch verpflichtet fühlte, andrerseits stellte diese freundschaftliche Beziehung sein wohl größtes Hindernis für eine wohlwollende Aufnahme seiner Werke dar. Der Vorwurf des ‚Wagnerianismus‘ und dass sein Weg über das ‚Neu-Deutschen‘ führe, führte zu öffentlichen Diskussionen rund um Smetanas Werk.

## Smetana und Antonín Dvořák
Antonín Dvořák war 17 Jahre jünger als Smetana. Dvořák, der früh sein musikalisches Talent zeigte, wuchs im Gegensatz zu Smetana tschechisch auf. Mit zwölf Jahren siedelte er nach Zlonice über, um Deutsch zu lernen. Hier lernte er auch Klavier und Orgel, und in dieser Zeit begann er auch zu komponieren. Von 1857 bis 1859 besuchte er dann die Prager Orgelschule und trat als Bratschist in das Orchester des Cäcilienvereins ein. Ab 1862 spielte Dvořák in einem Kammerorchester, das ab und zu im Interimstheater spielte und dann 1865 vollständig mit dem Opernorchester fusionierte, das von Smetana geleitet wurde. Dvořák wurde Stimmführer der Bratschen. Auch wenn keine Zeugnisse überliefert sind, muss es einen professionellen Austausch zwischen dem Dirigenten und dem Orchestermusiker gegeben haben. Dvořák lernte aber unter Smetanas Leitung ein breit gefächertes Opern- und Orchesterrepertoire kennen und spielte wohl auch bei der Uraufführung der Opern Die Brandenburger in Böhmen, Die verkaufte Braut und Dalibor im Orchester mit.
Im Sommer 1871 gab Dvořák die Stelle im Orchester auf, um mehr Zeit für das Komponieren zu haben. Neben vielen kleineren Werken hatte er bis dahin zwei Symphonien komponiert, die jedoch erst 1936 bzw. 1888 uraufgeführt wurden. Mit dem Fokus auf der Komposition entstand seine dritte Symphonie, die im März 1874 unter der Leitung von Smetana uraufgeführt wurde. Ein halbes Jahr später ertaubte Smetana und zog sich aus der Öffentlichkeit zurück, und die Wege der beiden Musiker trennten sich.
Zwei Zeugnisse sind erhalten, die die gegenseitige Wertschätzung der Musiker unterstreichen. František Bayer, ein Freund Smetanas, erinnerte sich an eine Gegebenheit aus dem Jahr 1878. Der taube Smetana hatte die Gelegenheit, den ersten Band der frisch gedruckten Slawischen Tänze von Dvořák durchzusehen: „Auf Veranlassung Srbs wurde seinem Wunsche entsprochen und schon am nächsten Tage konnte Smetana die Partitur der ‹Slawischen Tänze› durchsehen. Ich war Zeuge dessen, wie er die Arbeit Dvořáks restlos lobte. Unter anderem sagte er wörtlich, daß hier Dvořák die Themen ganz in der Art Beethovens verarbeitete.“ Das zweite Zeugnis ist ein Telegram, das heute im Smetana-Museum in Prag ausgestellt ist. Dvořák gratuliert darin Smetana zum 60. Geburtstag am 2. März 1884. Die Kurznachricht meldet: „Sie erhalten für heute die herzlichsten Glückwünsche. Bleiben Sie uns noch lange erhalten!“ Dvořák könnte gewusst haben, dass Smetana schwer krank war; dass aber Smetana in wenigen Wochen tot sein würde, konnte er nicht ahnen.

## Ehrungen

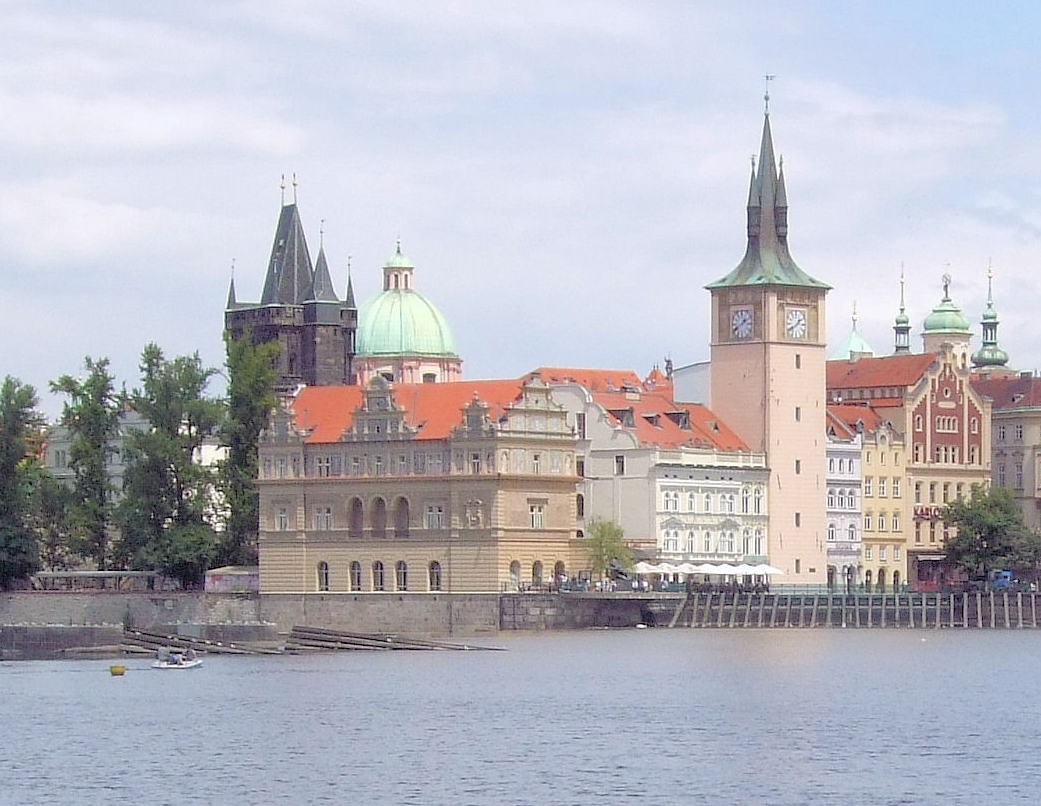
Smetana-Museum an der Moldau in Prag

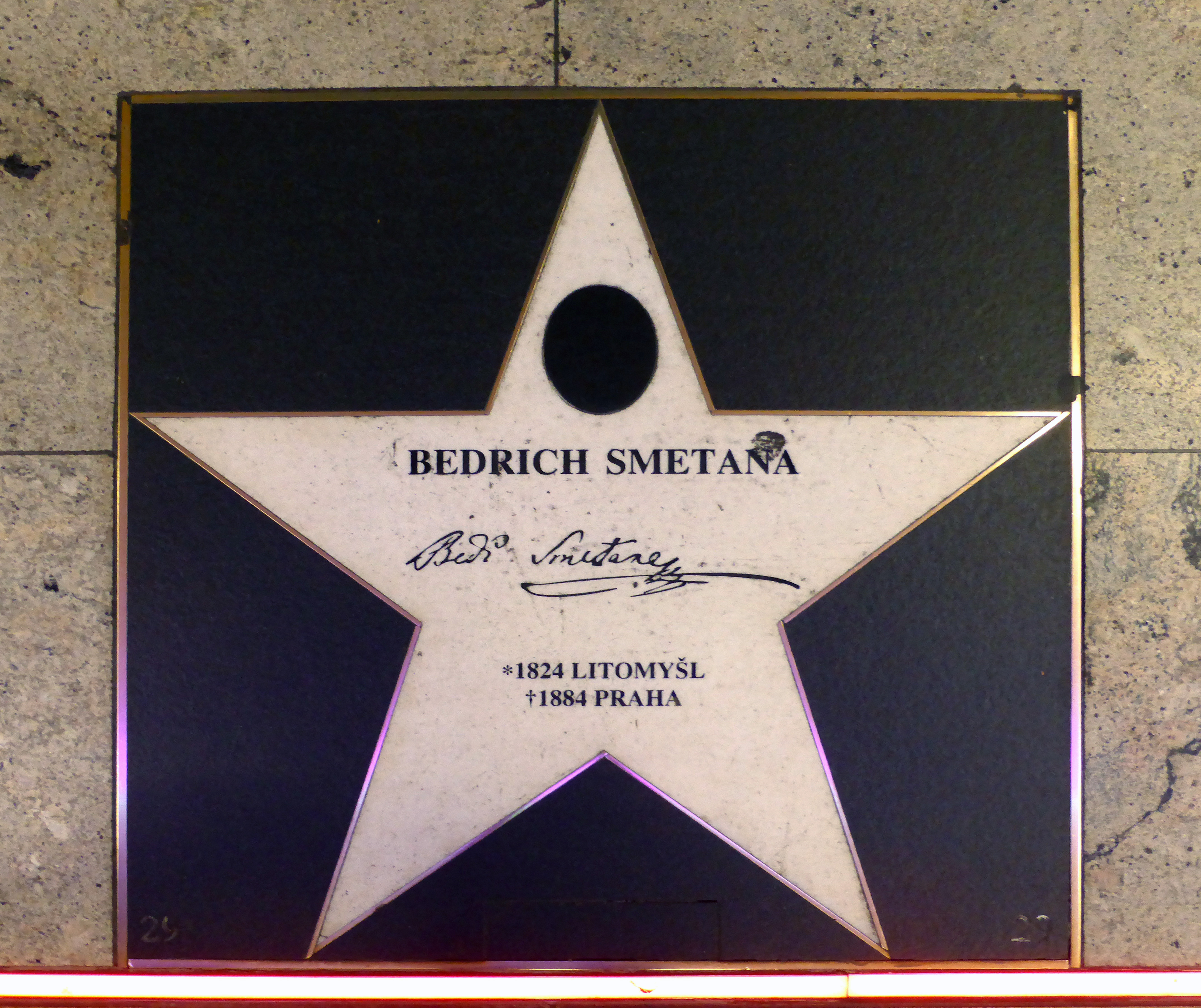
Musik-Meile Wien

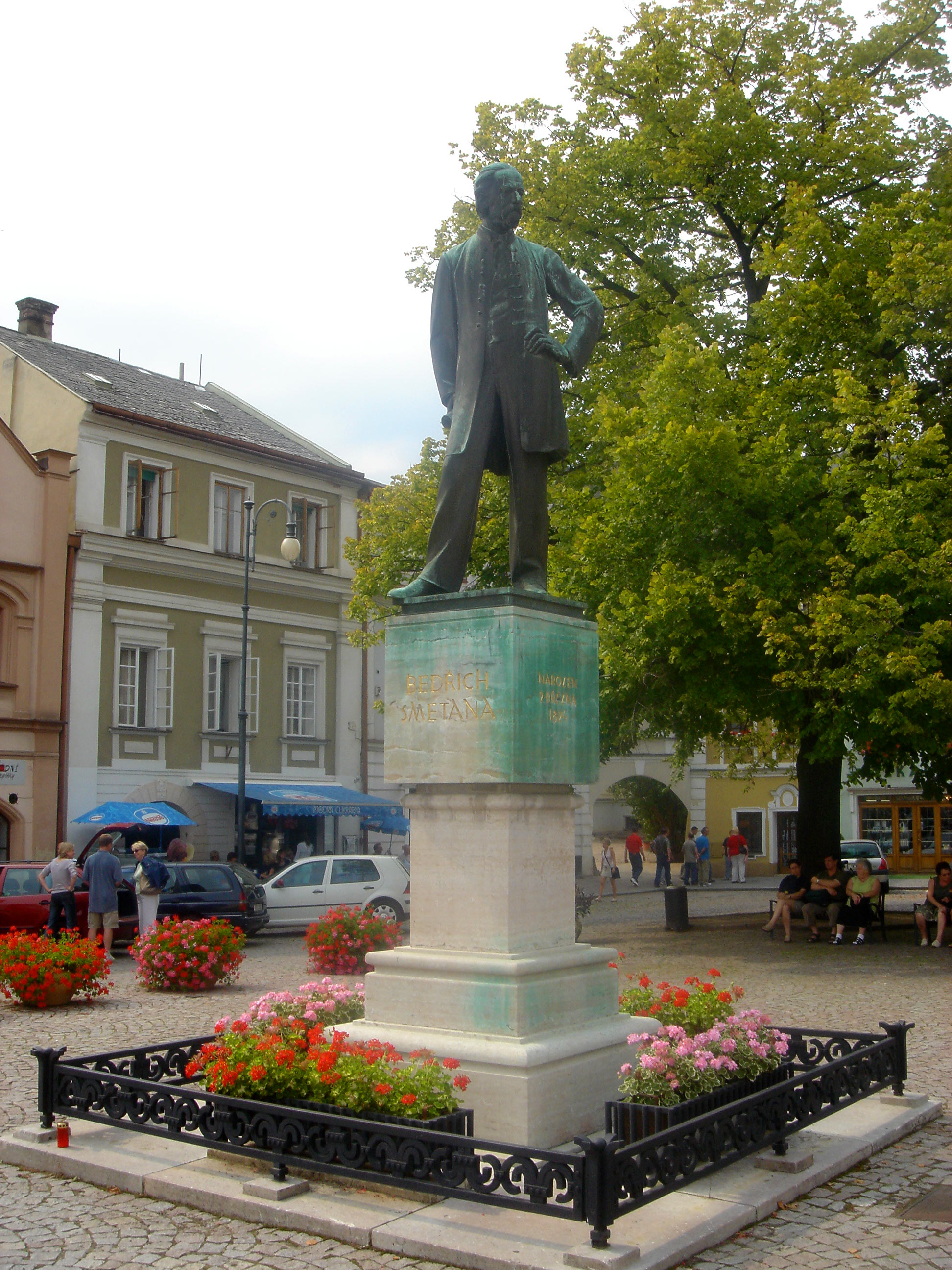
Smetana-Denkmal in Litomyšl

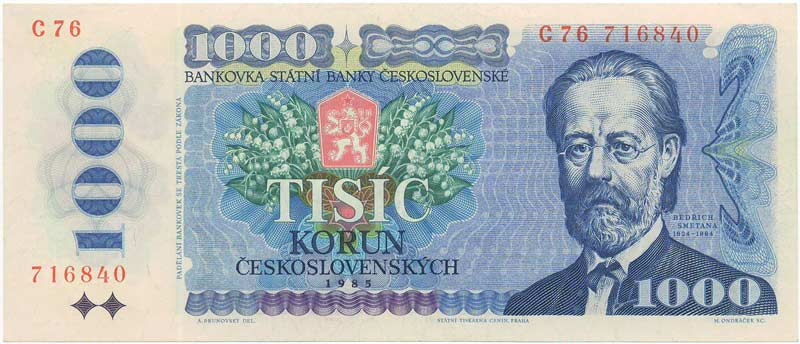
Smetana auf der tschechoslowakischen 1000-Kronen-Banknote

In den Städten Prag, Leitomischl, Olmütz, Pilsen und Neustadt an der Mettau wurden überlebensgroße Denkmale für den Komponisten aufgestellt. In vielen weiteren Städten wie auch in Svitavy befinden sich kleinere Smetana-Statuen.
Die Stadtverwaltung von Prag gestaltete in unmittelbarer Nachbarschaft zur Karlsbrücke ein Museum für Bedřich Smetana. In Jabkenice befindet sich eine Außenstelle dieses Museums.
Der große Konzertsaal im Prager Repräsentationshaus heißt Smetana-Saal.
An Smetanas Todestag beginnt alljährlich der Prager Frühling, ein internationales Kunst- und Musikfestival.
1979 wurde ein Asteroid nach ihm benannt ((2047) Smetana), 1984 ein Krater des Planeten Merkur (Merkurkrater Smetana).
Im Jahre 2005 wurden Gedenkmünzen für Smetana und Antonín Dvořák in einer speziellen Blisterverpackung ausgegeben. Diese beinhaltet die aktuellen Kursmünzen der Tschechischen Republik und eine aus Nordischem Gold geprägte Gedenkmünze.
Bei der Ankunft am Václav-Havel-Flughafen Prag wird während des Rollens zum Terminal in den Maschinen von Czech Airlines zur Begrüßung Die Moldau gespielt.
Nach Smetana wurde auch das Festival Smetanas Litomyšl benannt.
Nach dem Komponisten wurde ein Ausflugsschiff der Rosenberger Lipno Line benannt, das im Juni 2020 in den Moldaustausee eingesetzt wurde.
In Dresden-Niedersedlitz und Gehrden sind Straßen nach ihm benannt.

## Werke

### Opern
- Braniboři v Čechách (Die Brandenburger in Böhmen) (1862–63 / UA 1866)
- Prodaná nevěsta (Die verkaufte Braut) (UA 1866)
- Dalibor (1866–1867 / UA 1868)
- Libuše (Libussa) (1869–72 / UA 1881)
- Dvě vdovy (Zwei Witwen) (1873–74)
- Hubička (Der Kuß) (1876)
- Tajemství (Das Geheimnis) (1877–78)
- Čertova stěna (Die Teufelswand) (1881–82)
- Viola (Fragment). Das Libretto wurde wiederum von Eliška Krásnohorská geschrieben und basiert auf Shakespeares Komödie Was ihr wollt. Der Komponist arbeitete mit Unterbrüchen seit dem Jahr 1874 daran, vollendete aber nur Teile des ersten Aktes.

### Bühnenmusiken
- Doktor Faust (1862). Am 31. Dezember 1862 wurde zur Unterhaltung einer Gesellschaft das Puppenspiel Doktor Faust von Matěj Kopecký gegeben. Smetana hatte für diesen Anlass eine Ouvertüre für Kammerorchester komponiert, ein Gelegenheitswerk. In sein Tagebuch schrieb er: „Wir feierten Silvester und ich hatte zu diesem Anlass eine Ouvertüre zur Pimperlkomödie Faust geschrieben, die allgemeine Heiterkeit erregte. Leider war ich diese Nacht nicht persönlich dabei; ich war krank (…)“[50] Puppentheater waren zu dieser Zeit für viele Menschen in Böhmen der einzige Kontakt zur Theaterkultur und dadurch zu den Ideen der Aufklärung und der tschechischen nationalen Wiederbelebung. Zu den ältesten und beliebtesten Stücken gehörten Doktor Faustus und Don Juan. 1863, wiederum zu Silvester, wurde in einem ähnlichen Rahmen abermals ein Marionettentheater nach Kopecký aufgeführt, diesmal Oldřich und Božena. Smetana komponierte auch zu diesem Anlass eine kurze Ouvertüre.
- Oldřich und Božena (1863).
- Marsch zur Shakespeare-Feier (1864).
- Fanfaren zu Shakespeares Richard III. „Fanfáry k Richardovi III“ (1867).
- 2 Tableaux vivants: Rybář + Libušin soud (1869). Auf Bitte der Gräfin Elisabeth Kaunitz schrieb Smetana im Frühjahr des Jahres 1867 drei Musiken zu Tableaux vivants.[51] Zwei dieser Kompositionen sind erhalten. Die dritte, ein Best-off-Medley aus der Oper Die verkauften Braut, ist nicht erhalten. Während die Partitur für Rybář (Der Fischer) für Streicher, Harfe und ein Harmonium gesetzt ist, setzt die Partitur zu Libušin soud (Libušes Gericht) ein volles Orchester voraus.

### Orchesterwerke
- Wallensteins Lager, Richard III. und Hakon Jarl, sinfonische Dichtungen in der Tradition von Franz Liszt aus seiner Zeit in Göteborg.
- Der sechsteilige Zyklus sinfonischer Dichtungen Mein Vaterland (Vyšehrad, Vltava, Šárka, Z českých luhů a hájů, Tábor, Blaník), darin als bekanntestes Werk Die Moldau[52]
- Frühwerke u. a. Arrangement des Marschs der Nationalgarde (1848)
- Jubel-Ouvertüre D-Dur (1849)
- Triumph-Sinfonie E-Dur, op. 6 (1853–1854). Die Uraufführung der Symphonie fand 1855 statt. Smetana verwendete in drei der vier Sätze der Symphonie die österreichische Kaiserhymne als thematisches Material. Das Werk ist dem habsburgischen Kaiserpaar Franz Joseph I und Elisabeth („Sisi“) zur Hochzeit im Jahr 1854 gewidmet. Smetana sandte dem Kaiser eine Kopie des Werkes mit Widmung zu, bekam aber nie eine Antwort. Die Symphonie ist viersätzig: 1. Satz Allegro vivace, 2. Satz Largo maestoso, 3. Satz Scherzo: Allegro vivo, 4. Satz: Allegro non troppo ma energico.
- 3 symphonische Dichtungen aus seiner Zeit in Göteborg. Smetana erprobte in dieser Zeit das von Franz Liszt entwickelte Konzept der symphonischen Dichtung. Die Kompositionen entstanden in engem Austausch mit Liszt: Richard III. (1858) / Wallensteins Lager (1859) / Hakon Jarl (1861)
- Polka „Unseren Mädchen“ (1864)
- Festliches Vorspiel C-Dur (1868)
- Má vlast: Sechsteiliger Zyklus symphonischer Dichtungen „Mein Vaterland“: Vyšehrad (1874) / Vltava (1874) / Šárka (1875) / Z českých luhů a hájů (1875) / Tábor (1878) / Blaník (1879)
- Prager Karneval „Pražský karneval“ (1883)

Die sechs Teile des Zyklus Má vlast schrieb Smetana in den Jahren 1875–1879, als er bereits völlig ertaubt war. Zunächst als Gruppe von 4 symphonischen Dichtungen angedacht, fügte er später noch zwei Teile an. Folgen die „schwedischen“ Tongedichte noch strenger dem Ideal von Franz Liszt, löst sich der Komponist in Má vlast von diesen. Smetana orientierte sich kaum mehr an der von Liszt geprägten Strukturform, welche die Überlagerung von Ouvertüre und Sonate vorsieht. Die später so genannte double-function-Form, wie sie noch bei Hakon Jarl konstituierend war, geht verloren und der Komponist gestaltet die Werke in den Themen entsprechenden, individuellen Formen. Auch was die Verwendung von literarischen Vorlagen betrifft, geht Smetana eigene Wege, indem er Stimmungen, Gefühle, Ideologie und Mentalität vertont. Mit Má vlast hebt er die Gattung der symphonischen Dichtung auf eine neue Stufe und lädt sie patriotisch, politisch und psychologisch auf. Alles kulminiert im abschließenden Teil Blaník, der keine stringente Handlung erzählt, sondern die Apotheose der tschechischen Nation darstellt. Alle poetischen Ideen der einzelnen Werke des Zyklus werden zusammengefasst; das Finale bildet die thematische Überlagerung des Vyšehrad-Themas und dem Hussiten-Choral Ktož jsú boží bojovníci (Die ihr Gottes Streiter seid).

### Kammermusik
- Trio g-Moll op. 15 (1855) Das Trio entstand von September bis November 1855 und wurde am 3. Dezember desselben Jahres in Prag erstmals öffentlich aufgeführt. Das Stück hat stark biographischen Bezug. Im Verzeichnis seiner Kompositionen steht zum Klaviertrio folgende Anmerkung: „Erinnerung an mein erstes Kind Bedřiška (Friederike), welche durch ihr außerordentliches Musiktalent uns entzückt hat, jedoch uns durch den unerbittlichen Tod im Alter von 4½ Jahren entrissen wurde.“[53]
- Streichquartett e-Moll (1876) Das Quartett entstand 1876 und wurde 1879 uraufgeführt. Der Komponist schildert in den vier Sätzen seinen Lebensweg. Bemerkenswert ist v. a. die Coda des Finales: Der jubelnde Satz bricht abrupt ab, darauf ertönt ein sehr hohes e in der 1. Violine vergleichbar einem Tinnitus – Smetana setzte hier den Beginn seines Gehörleidens in Musik. Das Quartett schließt daraufhin resignativ.
- Aus der Heimat (1880) Eine zweisätzige Komposition für Violine und Klavier: 1. Moderato A-Dur / 2. Andantino-Presto g-Moll
- Streichquartett d-Moll (1883) Charakteristisch für das Werk ist seine leidenschaftliche Zerrissenheit, vehemente und leidenschaftliche Ausbrüche wechseln sich mit melodischen und elegischen Abschnitten ab. Trotz der tragischen Lebenssituation endet das Werk in überschäumendem D-Dur.

### Klaviermusik
Es sind zahlreiche Klavierkompositionen, vor allem aus den früheren Jahren, erhalten, die die Virtuosität Smetanas belegen. Smetana verfolgte vor allem in den Jahren 1847 bis 1855 die Möglichkeiten einer pianistischen Karriere und komponierte daher Werke für den Eigengebrauch oder für den Druck. Da er auch als Lehrer tätig war, entstanden auch Kompositionen für den Unterricht. In den Jahren 1863 bis 1875 entstanden keine Klavierkompositionen. Dies liegt daran, dass er als Vorsitzender der Musikabteilung des Vereins Umělecká beseda und dann auch Erster Kapellmeister des tschechischen Interimstheaters (České Prozatimní Divadlo) mit diesen Tätigkeiten stark ausgelastet war und er sich auf das Komponieren von Opern konzentrierte. Erst nach 1874, als er endgültig ertaubt war und keinen öffentlichen Arbeiten mehr nachgehen konnte, begann er wieder, für das Klavier zu komponieren.
- Verschiedene Polkas, die nicht einer Sammlung zugeordnet sind: Louisa-Polka (1840), Bettina-Polka (1859/83), Jiřinková-Polka (1840), Aus dem Studentenleben (1842), Erinnerung an Pilsen (1843) u. a.
- Bagatelles et Impromptus op. 6 (1844)
- Pensée fugitive d-Moll (1845)
- Klaviersonate g-Moll (1846)
- Gefühle und Eindrücke im Wald (1847)
- Six morceaux caractéristiques op.1 (1848)
- Romanze B-Dur (1848)
- Hochzeitsszenen (1849)
- Melodienschatz I und II (1850)
- 6 Albumblätter op.2 (1850)
- Skizzen op. 4 und op. 5 (1857), Clara Schumann gewidmet
- Trois Polkas de salon op. 7 und op.8 (1854)
- Albumblätter op. 3 (1856)
- Ballvisionen (1858)
- Macbeth und die Hexen (1859), evtl. Skizze für ein Orchesterwerk
- Souvernir de Bohème en forme de Polka op 12 und op. 13 (1860)
- Konzertetüde „Am Seegestade“ gis-Moll (1861)
- Fantasie über tschechische Volkslieder (1862)
- Rêves (1875)
- Tschechische Tänze, Band 1 (1877)
- Tschechische Tänze, Band 2 (1879)
- Verschiedene Albumblätter, zum Teil als Einzelwerke, zum Teil als Sammlungen
- Diverse Impromptus, die nicht einer Sammlung zugeordnet sind
- 2 Bearbeitungen von Schubert-Liedern (Der Neugierige und Trockene Blumen)
- Einzelne Gelegenheitsstücke, die auch als Übungsstücke gezählt werden dürfen (Quadrillen, Walzer, Märsche, Capricci)
- Kadenzen zu Klavierkonzerten von Mozart und Beethoven
- Fragmentarische Kompositionen

Smetana komponierte auch für mehrere Klaviere zu 4, 8 und 16 Händen. Dabei handelt es sich um Unterrichtsmaterial für seine eigene Musikschule, die nach dem System von
Josef Proksch Schülerinnen und Schüler in Gruppen unterrichtete. Darunter gehören Werke wie das Rondo in C-Dur (1850) für zwei Klaviere achthändig, ein Sonatensatz in e-Moll (1849) für zwei Klaviere achthändig und ein Arrangement der Ouvertüre zu Tannhäuser von Richard Wagner zwei Klaviere achthändig (1858) das leider verloren ist. Für die Publikation und den Hausgebrauch entstanden auch Arrangements eigner Werke, u. a. des Zyklus Má vlast.

### Vokalwerke
Aus seiner Studienzeit bei (1844–1847) bei Josef Proksch in Prag sind wenige Vokalkompositionen erhalten. Daneben gibt es, über seine Schaffenszeit verteilt, nur wenige Werke für Stimme oder Chor mit und ohne Begleitung. Zu Ende seines Lebens, als Smetana schon völlig ertaubt war, schrieb er wieder einige Vokalkompositionen:
- Liebchens Blick, Lebewohl, Einladung Scherz der Trennung (1845)
- Freiheitslied „Píseň svobody“ (1848)
- Liebesfrühling (1853)
- Das Tschechische Lied „Píseň Česká“ (1868), erste Fassung[56]
- Drei Reiter (1862)
- Der Renegat (1863), erste Fassung, zweite Fassung 1864
- Bauernlied „Rolnická“ (1868)
- O Gustav, mein König „O Gustave, muj králi“ Lied für die Tragödie „Baron Goertz“ von E. Bozdech (1868)
- Festlicher Chor (1870)
- Lied auf dem Meer (1877)
- Bearbeitung von Volksliedern „Má hvězda“, „Přiletěly vlaštovičky“ und „Za hory slunce zapadá“ (1877)
- Abendlieder (1879)
- Morgengabe und Gebet (1880)
- Sinnspruch „Heslo“ (1882)
- Unser Lied „Naše píseň“ (1883)

### Sakralmusik
Bedřich Smetana war, obwohl getauft, nicht religiös. Er besuchte die Kirche nur zu speziellen Anlässen wie Hochzeiten, Taufen und Beerdigungen. Daher gibt es auch keine nennenswerten Beiträge zu Kirchenmusik. Lediglich aus seiner Studienzeit (1844–1847) bei Josef Proksch sind sakrale Kompositionen überliefert, die aber als Übungsstücke eingestuft werden dürfen:
- Drei- und vierstimmige Fugen für Orgel oder Streichquartett gesetzt (1845)
- Sechs Präludien für Orgel (1846)
- Choralfiguration „Jesu, meine Freude“ (1846)
- Choralfiguration „Gott sei uns gnädig und barmherzig“ (1846)
- Fuge mit Einleitung „Lobet den Herrn“ (1846)
- Vokalfuge „Ich hoffe auf den Herr“ (1846)
- Doppelchor „Heilig ist der Herr Zebaoth“ (1846)
- Zwei Offertorien

### Skizzen und unvollendete Werke
Bedřich Smetana hinterließ eine Reihe von Skizzen und unvollendeter Werke. Dabei handelt es sich zum Teil um Übungsstücke aus seiner Studienzeit, aber auch um Werke, die im fragmentarischen Stadium aus unterschiedlichen Gründen aufgegeben wurden. Erwähnenswert sind:
- Cid Campeador, Fragment (1856–1857). Dabei handelt es sich um eine Klavierskizze für eine mögliche sinfonische Dichtung. Smetana hatte im Kontakt mit Franz Liszt diese neue Gattung kennengelernt und sich mit Plänen einer Komposition beschäftigt.[57]
- Macbeth und die Hexen „Macbeth a čarodějnice“ (1859). Smetana schrieb die durch William Shakespeares Macbeth inspirierte Komposition ebenfalls während seiner Zeit in Göteborg. Es handelt sich um eine weitausgereifte Skizze für Klavier, die als solche auch gedruckt und aufgeführt wird. Ob dieses Werk als Vorfassung für eine Orchesterkomposition gedacht war, wird in der Forschung diskutiert. Dafür spricht, dass der Klavierpart an einigen Stellen unpianistisch wirkt, aber auch die Tatsache, dass Smetana im gleichen Zeitraum seine ersten drei sinfonischen Dichtungen (Richard III, Wallensteins Lager, und Hakon Jarl) schreibt.[58]
- Viola (1874–1884). Viola ist eine unvollendete Oper von Bedřich Smetana auf ein Libretto von Eliška Krásnohorská. Die Oper basiert auf Shakespeares Stück Twelfth Night. Der Komponist arbeitete mit Unterbrechungen seit 1874 daran. Sie blieb nach seinem Tod im Jahr 1884 blieb unvollendet. Der Komponist vollendete Teile des ersten Aktes. Weitere Abschnitte sind in Stimmen mit Klaviersatz ausgearbeitet.[59]